# Зубреева, Мария Абрамовна
Зубреева Мария Абрамовна (8 августа 1900, село Корюковка, Черниговская губерния, Российская империя, — 8 октября 1991, Санкт-Петербург, СССР) — советская художница, живописец, график, декоратор, член Ленинградской организации Союза художников РСФСР.

## Биография
Зубреева Мария Абрамовна (Авраамовна) родилась 8 августа 1900 года в селе Корюковка Черниговской губернии. В 1923 поступила на графический факультет ленинградского ВХУТЕИНа. Занималась у Владимира Конашевича, Дмитрия Митрохина. В 1927 году Мария Зубреева оканчила институт. Дипломная работа — оформление книги Ю. Либединского «Неделя».
Участвовала в выставках с 1928 года, экспонируя свои работы вместе с произведениями ведущих мастеров изобразительного искусства Ленинграда. Была членом Ленинградского Союза художников со времени его основания в 1932 году. Писала портреты, пейзажи, натюрморты, жанровые композиции. Занималась станковой и монументальной живописью, оформлением интерьеров, книжной иллюстрацией. Работала преимущественно в технике акварели и темперной живописи. Вместе с мужем художником Сергеем Захаровым много лет проработала в Таджикистане. Персональные выставки в Ленинграде (1951, 1980, 1984), Санкт-Петербурге (1996), Москве (1961, 1965).
В живописном отношении среди разнообразного художественного наследия Марии Зубреевой наиболее интересны акварельные портреты и восточные пейзажи. Колорит произведений утончённо сдержан, формы и объёмы словно рождаются из пространства и света. Живописные характеристики выразительны и поэтичны. Среди наиболее известных произведений, созданных Зубреевой в станковой живописи и графике, работы «Натюрморт» (1952), «Портрет народной танцовщицы Таджикской ССР А. Насыровой» (1954), «Этюд» (1955), «Девочка-карелка» (1956), «Ленинградский пейзаж», «Натюрморт» (обе 1957), «Девочка с цветком» (1960), «Ханифа», «Портрет мальчика» (обе 1961), «Портрет балерины Л. Турдыевой», «Таджикистан. Осень» (обе 1963), «Девочка в розовом» (1965), «Автопортрет», «Портрет девочки» (обе 1966), «Портрет Наташи С.» (1970), «Сидящая женщина» (1972), «Ихтиолог, доктор биологических наук Д. В. Крожус» (1973), «Портрет О. Кауфман» (1977), «Розы» (1980) и другие.
Скончалась 8 октября 1991 года в Санкт-Петербурге на 92-м году жизни.
Произведения М. А. Зубреевой находятся в Государственном Русском музее, в музеях и частных собраниях в России, Франции, Таджикистане, Великобритании, Германии, Италии и других странах.

## Выставки
- 1935 год (Ленинград): Первая выставка ленинградских художников.
- 1947 год (Ленинград): «Выставка произведений ленинградских художников 1947 года».
- 1956 год (Ленинград): Осенняя выставка произведений ленинградских художников.
- 1957 год (Ленинград): 1917 - 1957. Выставка произведений ленинградских художников.
- 1957 год (Москва): Всесоюзная художественная выставка, посвящённая 40-летию Великой Октябрьской социалистической революции.
- 1958 год (Москва): Выставка "40 лет Советских Вооруженных сил". Среди экспонентов - Михаил Авилов, Исаак Бродский, Митрофан Греков, Александр Дейнека, Мария Зубреева, Борис Иогансон, Юрий Непринцев, Виктор Орешников, Иосиф Серебряный, Владимир Серов, Николай Тимков, Рудольф Френц и другие художники.
- 1960 год (Ленинград): Выставка произведений художников – женщин Ленинграда в ознаменование 50-летия Международного женского дня 8 Марта , с участием Евгении Антиповой, Таисии Афониной, Евгении Байковой, Ирины Балдиной, Златы Бызовой, Нины Веселовой, Елены Гороховой, Марии Зубреевой, Марина Козловской, Татьяны Копниной, Майи Копытцевой, Елены Костенко, Валерии Лариной, Марии Рудницкой, Елены Скуинь, Надежды Штейнмиллер и других.
- 1961 год (Ленинград): «Выставка произведений ленинградских художников» открылась в залах Государственного Русского музея .
- 1975 год (Ленинград): Выставка произведений художников-женщин Ленинграда.
- 1976 год (Ленинград): Портрет современника. Пятая выставка произведений ленинградских художников.
- 1988 год (Ленинград): Выставка произведений живописи художников Российской Федерации "Интерьер и натюрморт".
- 1995 года (Петербург): Лирика в произведениях художников военного поколения. Живопись. Графика.
- 1997 год (Петербург): Связь времён. 1932-1997. Художники - члены Санкт-Петербургского Союза художников России .